# خوزه لوئیس بوربولا
خوزه لوئیس بوربولا (انگلیسی: José Luis Borbolla; ۳۱ ژانویهٔ ۱۹۲۰ – ۱۱ فوریهٔ ۲۰۰۱) بازیکن فوتبال اهل مکزیک بود.
وی همچنین در تیم ملی فوتبال مکزیک بازی کرده‌است.